# Qix
Qix (яп. クイックス, Kuikkusu) — аркадна гра, випущена корпорацією Taito в 1981 році.
Qix було портовано на сучасні Atari 5200 (1982), 8-розрядні Atari (1983), та Commodore 64 (1983), а в кінці 1980-х і на початку 1990-х було перенесено на багато інших платформ: MS-DOS (1989), Amiga (1989), інша версія Commodore 64 (1989), Apple II GS (1990), Game Boy (1990), Nintendo Entertainment System (1991), і Atari Lynx (1991).

## Ігровий процес
Метою Qix є обгородити або «захопити» якомога більшу частину ігрового поля. На початку кожного рівня ігрове поле є великим пустим прямокутником, який містить Qix — схожу на палицю істоту, яка здійснює плавні, але непередбачувані рухи у межах прямокутника.
Гравець керує невеликим ромбоподібним маркером, який може рухатись по краях прямокутника, і має на меті захопити якомога більшу частину екрана шляхом малювання Stix. Коли гравець замикає фігуру, захоплена область (визначається як сторона «Stix» протилежна до тієї, де знаходиться Qix) приєднується до зафарбованої раніше, а гравцю даються очки. Щоб пройти рівень, гравець повинен захопити більшу частину ігрового поля (гра постачалась з вимогою добитися 75 % заповнення, але оператор міг змінити це значення в межах від 50 до 90 %).
Маркер гравця може рухатися з двома різними швидкостями; області, зафарбовані на повільній швидкості, приносять удвічі більше очок.
Кількість життів гравця є обмеженою. Життя втрачається, якщо Qix торкається лінії Stix в процесі її малювання, або якщо гравець торкається Sparx — ворогів, які рухаються по всіх краях ігрового поля, за виключенням незавершеного Stix. Крім того, Fuse з’являється, якщо маркер зупиняється під час малювання Stix, і зникає, коли гравець починає рухатися знову. Гравець не має жодних засобів захисту і, таким чином, від всіх ворогів треба втікати.
У верхній частині екрану ведеться зворотний відлік часу до появи додаткових Sparx і мутації всіх Sparx в Super-Sparx, які можуть переслідувати гравця також вздовж незавершених ліній.
Після проходження двох рівнів складність зростає. На ігровому полі з’являється кілька Qix и Sparx, швидкість збільшується, а врешті-решт звичайні Sparx більше не з’являються, залишаються лише їхні супер-версії. На рівнях з кількома Qix, гравець може завершити рівень, намалювавши Stix, який розділяє ігрове поле на дві області, кожна з яких містить Qix, що приносить йому бонусні очки.

## Оцінки
Electronic Games у 1983 році писали, що аркадна версія Qix "захопила ігровий світ своїм барвистим і образним дизайном, і майже одразу піднялася на вершину чартів". Проте, її популярність швидко впала; Кіт Еггінг з Taito заявляв "Qix концептуально занадто містикувала геймерів… її важко було освоїти, і як тільки новинка вичерпалася, гра зникла." Журнал Video давав огляд Atari 5200 версії гри у колонці "Arcade Alley", зазначаючи схожу реакцію серед власників домашніх консолей. Оглядачі описували гру як "сплячий хіт" і "культовою для небагатьох, яка ігнорується широким загалом". Qix була відзначена як "територіальний імператив у ігровій формі" і припускалось, що гра послугувала натхненням для виникнення нового жанру "заповнення області".:38 Qix отримала сертифікат за заслуги в категорії "Найкращі аудіо-візуальні ефекти (16K або більше ROM) 1984" на 5-й щорічній нагороді Arkie Awards.:42 Computer Gaming World у 1989 писав про комп'ютерну версію Qix: "захоплююча гра, яка дуже рекомендується тим, хто перебуває у гармонії зі всесвітом… Я люблю її і ненавиджу."

## Сиквели
Qix II — Tournament (1982) — версія оригінальної Qix з новою колірною схемою, у якій надається додаткове життя, коли заповнюються більше 90 % площі екрану.
Super Qix вийшов у 1987. Інший сиквел, Twin Qix, досяг стадії прототипу у 1995, але так і не був комерційно випущений. Пізніша гра Volfied, також відома як Ultimate Qix на Sega Genesis / Mega Drive або Qix Neo на PlayStation, була розроблена як додатковий сиквел до Qix та випущена також на кількох мобільних телефонів.
У 1999 було випущено порт для Game Boy Color під назвою Qix Adventure. Ця версія має новий режим «Пригоди», в якому гравець подорожує екраном карти, стикаючись з різними супротивниками, які з'являються на ігровому полі. Хоча це не є обов'язковим, якщо зафарбувати ворога, з'являється скриня зі скарбами, яку теж можна захопити і отримати очки.
Game Boy версія Qix була розроблена Nintendo і містить інтермісії, в яких бере участь Маріо; в одному з них його можна побачити у мексиканському одязі посеред пустелі, де він грає на гітарі і дивиться на грифа. Цей мексиканський одяг пізніше з'являється як костюм, який Маріо може носити в Super Mario Odyssey. Версія Game Boy була випущена для віртуальної консолі Nintendo 3DS у Японії 15 іюня 2011, і у Північній Америці та Європі 7 іюня.
9 грудня 2009 Taito випустили нову версію Qix для Xbox Live Arcade та PlayStation Portable: Qix++.

## Клони
- Fill 'Er Up (1983, 8-розрядні Atari, ANALOG Computing)[13]
- Stix (1983, Commodore 64)[14]
- Styx (1983, MS-DOS, Windmill Software)
- Frenzy (1984, Acorn Electron and BBC Micro, Micro Power)
- Qiks (1984, Tandy Color Computer, Spectral Associates)[15]
- Quix (1984, Tandy Color Computer, Tom Mix Software)[16]
- Torch 2081 (1986, Amiga, Digital Concepts)[17]
- Zolyx (1987, Commodore 64, Commodore 16 / Plus-4, Amstrad CPC, and ZX Spectrum, Firebird)[18]
- Maniax (1988, Atari ST, Kingsoft)
- Gals Panic (1990, arcade, Kaneko), якою було започатковано жанр ігор для дорослих типу «розкрити картинку».
- Cacoma Knight in Bizyland (1992–1993, Super NES/Famicom, Datam Polystar/Seta USA)
- AirXonix (2000–2001, Microsoft Windows, AxySoft)
- Space Xonix (2015, Microsoft Windows, Steam Gaming Platform, SRF Games)[19]

У 2001 році Den of Geek включив Qix у список 10 найкращих клонованих відеоігор.